# Euxoa vanidica
Euxoa vanidica là một loài bướm đêm trong họ Noctuidae.